# زیگی وان‌کودینگ
زیگی وان کودینگ ملقب به دِیر، متولد ۱۹۶۸ در باسل سوئیس بود، این اسطورهٔ گرافیتی بیشتر عمر خود را صرف هنر گرافیتی کرد برای آگاه کردن دیگران و آشنا کردن آن‌ها با این هنر بسیار تلاش کرد. دیر در سال ۱۹۸۶ در  سن ۱۸ سالگی با دیدن عکس نقاشی‌های گرافیتی متروها با گرافیتی آشنا شد و اولین گرافیتی خود را کشید و این سر آغاز یک زندگی جدید برای زیگی شد و سپس لقب دیر را برای خود انتخاب کرد، او بیشترین گرافیتی‌هایش را در شهر باسل کشید اما با سفر به دیگر شهرها و کشورهای اروپایی هنرش را توسعه داد. دیر یک شعار معروف دارد: 
جرأت کن تا متفاوت باشی.
او همیشه متفاوت بود، چون اعتقاد داشت گرافیتی هر هنرمند نشانهٔ از شخصیت خود هنرمند است. در سال ۱۹۹۲ دیر گرافیتی روی بوم نقاشی را امتحان کرد و این سرآغاز یک سبک جدید برای او و گرافیتی بود و توانست با گرافیتی کشیدن روی بوم نمایشگاه‌های بسیاری برپا کند. این اسطورهٔ گرافیتی در سال ۲۰۱۰ بر اثر بیماری سرطان در باسل در گذشت، اثر او هنوز در برخی از خیابان‌های شهرهای اروپا وجود دارد، در باسل از برخی گرافیتی‌های او مراقبت شدیدی می‌شود تا از روی دیوار پاک نشود. دیر در گذشت اما هنرمندان گرافیتی در سرتاسر جهان همواره پاسدار نام او بودند برخی نام او را به روی دیوار کشیدند (مانند گرافیتی که Madc یکی از هنرمندان گرافیتی معروف از دیر کشید) و برخی آثارش را در نمایشگاه‌های گرافیتی به تماشا گذشتند (حتی در برخی نمایشگاه‌های گرافیتی که در ایران برگزار شد)